# 圣热涅斯代穆尔格
圣热涅斯德穆尔格（法語：Saint-Geniès-des-Mourgues，法語發音：[sɛ̃ ʒənjɛs de muʁɡ]）是法国埃罗省的一个市镇，位于该省东部，属于蒙彼利埃区。

## 地理
圣热涅斯德穆尔格（43°41'49"N, 4°2'7"E）面积11.37 平方千米，位于法国奧克西塔尼大區埃罗省，该省份为法国南部沿海省份，南濒地中海，西南接奥德省，西北接塔恩省和阿韦龙省，东北与加尔省接壤。
与圣热涅斯德穆尔格接壤的市镇（或旧市镇、城区）包括：博略、卡斯特里、吕内勒维耶勒、雷斯坦克利耶尔、圣布雷斯、叙萨尔格、瓦莱尔格、昂特尔维涅。
圣热涅斯德穆尔格的时区为UTC+01:00、UTC+02:00（夏令时）。

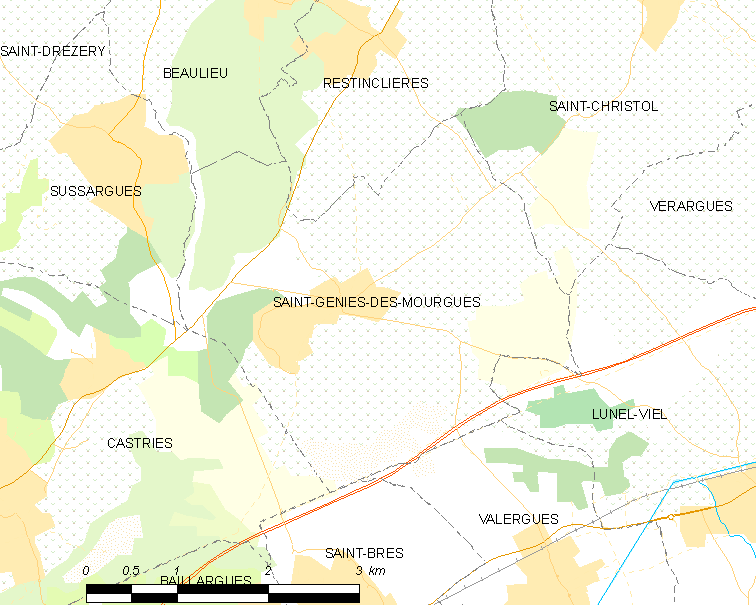
圣热涅斯德穆尔格的OSM定位图

## 行政
圣热涅斯德穆尔格的邮政编码为34160，INSEE市镇编码为34256。

## 政治
圣热涅斯德穆尔格所属的省级选区为勒克雷斯县。

## 人口

1962-2008年间圣热涅斯德穆尔格人口变化图示

圣热涅斯德穆尔格于2022年1月1日时的人口数量为2112人。